# غاماران
غاماران (باليابانية: 我間乱، بالروماجي: Gamaran) هي سلسلة مانغا يابانية من تأليف ورسم يوسوكي ناكامورا. نشرت من قبل كودانشا في مجلة شونن الأسبوعية، منذ 27 مايو عام 2009  حتى 26 يونيو عام 2013، تم تجمع فصول المانغا في 22 مجلد تانكوبون. نشرت في 17 أغسطس عام 2009 حتى 16 أغسطس عام 2013.

## القصة
تدور أحداث القصة عن ناوساتا واشيزو هو دايميو يونابارا، يبحث عن خليفة له دعا أبنائه الـ 31، وطلب منهم أن يبحثوا عن من يعتقدون أنه يملك أقوى أسلوب فنون قتالي في الأرض. بمجرد اختيار الأبنائه 31 مقاتاتلًا، ستقام بطولة تسمى بطولة أونابارا الكبرى. غاما كوروغان وهو أحد المتنافسين في البطولة أونابارا الكبرى. في مواجهة ال عديد من المقاتلين بأسلحة وتقنيات قوية، يجب على غاما استخدام كل مهاراته في سعيه ليصبح أعظم مقاتل في الأرض.

## الشخصيات
ناويوشي واشيزو (باليابانية: 鷲津直善، بالروماجي: Washizu Naoyoshi)
غاما كوروغاني (باليابانية: 黒鉄我間، بالروماجي: Kurogane Gama)
شينوجو ساكورا (باليابانية: 桜 真ノ丞، بالروماجي: Sakura Shinnojō)
زينمارو إيشينوشي (باليابانية: 一ノ瀬善丸، بالروماجي: Ichinose Zenmaru)
إيوري سينغوكو (باليابانية: 千石伊織، بالروماجي: Sengoku Iori)
جينسوكي كوروغاني
شقيق هيوغا
ماكي بايان (باليابانية: 巻梅庵، بالروماجي: Baian Maki)
يوكوشيجي إيما (باليابانية: 薬師寺栄馬، بالروماجي: Eima Yakushiji)
ناكايزومي أراتا
دايمارو ساكون
دايمارو ريوغو

## وصلات خارجية
- غاماران على موقع ANN manga (الإنجليزية)